# Herend
Herend (německy Herrendorf) je město v Maďarsku v župě Veszprém, spadající pod okres Veszprém. Na západ od města se nacházejí města Devecser a Ajka, a asi 8 km na východ se nachází město Veszprém. V roce 2015 zde žilo 3384 obyvatel, z nichž pouze 77,5 % tvoří Maďaři.
Kromě hlavní části zahrnuje Herend i malé části Bányatelep Iakótelep, Isaszegitanya, Lombos-üdülőtanya, Molnártanya, Müllertanya, Tygyitanya a Urbanicstanya.
Herend leží na silnicích 8 a 8313. Je přímo silničně spojen s obcemi Bánd, Farkasgyepű, Kislőd, Márkó, Szentgál, Városlőd a s městy Ajka a Veszprém. Herendem protéká potok Séd.
Herend je známý především díky bývalé manufaktuře na porcelán.